# أبو جندير
قرية أبو جندير هي إحدى القرى التابعة لمركز أطسا في محافظة الفيوم في جمهورية مصر العربية. حسب إحصاءات سنة 2006، بلغ إجمالي السكان في أبو جندير 11130 نسمة، منهم 5836 رجل و5294 امرأة.